# Улица Горького (Ишимбай)
У́лица Го́рького — одна из центральных дорог города Ишимбая. Начинается с ул. Красноармейской, возле поймы реки Белой, проходит по Новостройке, спускается к реке Тайрук, выходит в Кусяпкулово и завершается на ул. Северной.
Код налогового органа: 0261. Код ОКАТО: 80420000000. Индексы: д. 51-67 (нечётные) — 453214, остальные — 453205.

## Культура
- На ул. Горького, 34  находится молодёжно-развлекательный центр «Спутник».

## Торговля
Между ул. 1-й Мостовой и рекой Тайрук расположен Скотный рынок.

## Образование
Горького, 55 — МБОУ «Средняя общеобразовательная школа № 15» города Ишимбая

## Транспорт
Городские автобусные маршруты № 6, 8, 9, 10.